# Gottfried Merzbacher
Gottfried Merzbacher, né le 9 décembre 1843 à Baiersdorf et mort le 14 avril 1926 à Munich, est un alpiniste, géographe, explorateur et écrivain allemand considéré comme le plus grand explorateur des montagnes de l'Asie centrale soviétique.

## Biographie
Gottfried Merzbacher, né le 9 décembre 1843 à Baiersdorf, a d'abord exercé le métier de négociant en fourrures à Munich. Se déplaçant souvent dans d'autres pays pour s'approvisionner en fourrures et se documentant avec des ouvrages de géographie, il acquiert une excellent connaissance de la géographie de pays lointains.
À ses expériences de terrain, s'ajoute la passion pour la montagne. Dans sa jeunesse, il accomplit de nombreuses ascensions dans les Dolomites et dans les Préalpes orientales septentrionales. En juin 1881, il réalise avec le guide Michel Soyer la première ascension du Totenkirchl dans le Kaisergebirge en Autriche. Dans les Alpes valaisannes, il réussit notamment la traversée du Cervin.
En 1885, il vend son entreprise de fourrure pour partir à l'exploration du monde.
En 1891, il entame sa carrière d'explorateur par un voyage dans le Caucase avec Ludwig Purtscheller et les guides Kerer et Unterweser y réussissant l'ascension de montagnes telles que l'Elbrouz et le Kazbek ainsi que huit autres premières ascensions,.
En 1892, il traverse le Turkestan russe et les années suivantes, jusqu'en 1908, il explore tous les massifs compris entre le Turkestan et la Sibérie, en privilégiant le Tian Shan oriental et la région du Tarbyn-bogdo-ola (Altaï), mais sans jamais réussir d'ascensions importantes. À 3 500 m d'altitude, il découvre toutefois dans les monts Tien Shan dans l'Est du Kyrgyzstan un lac qui a la particularité de se vidanger et de disparaître chaque année lorsque le bouchon de glace qui le retient fond.
Il rend compte de ses explorations dans plusieurs ouvrages illustrés de photographies. Il est notamment le premier à photographier le glacier Inylchec et établit la première carte du Tian Shan central.

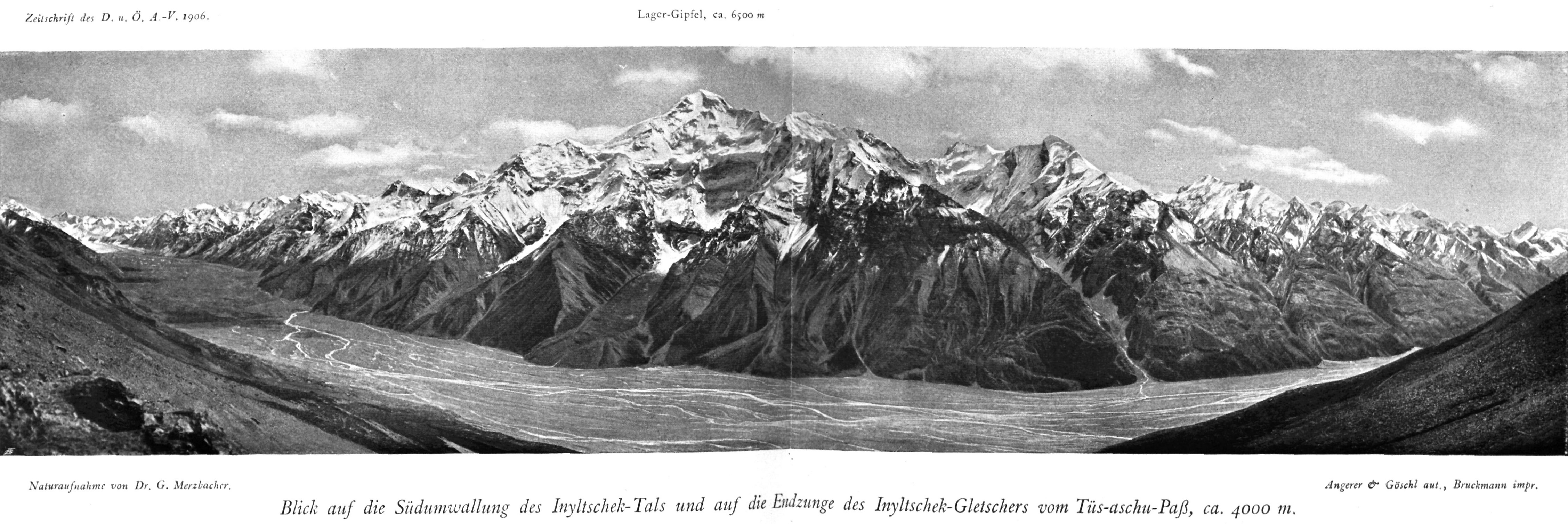
Face sud du glacier Inylchec dans le Tian Shan photographiée par Gottfried Merzbacher, 1906.

## Hommage et distinction

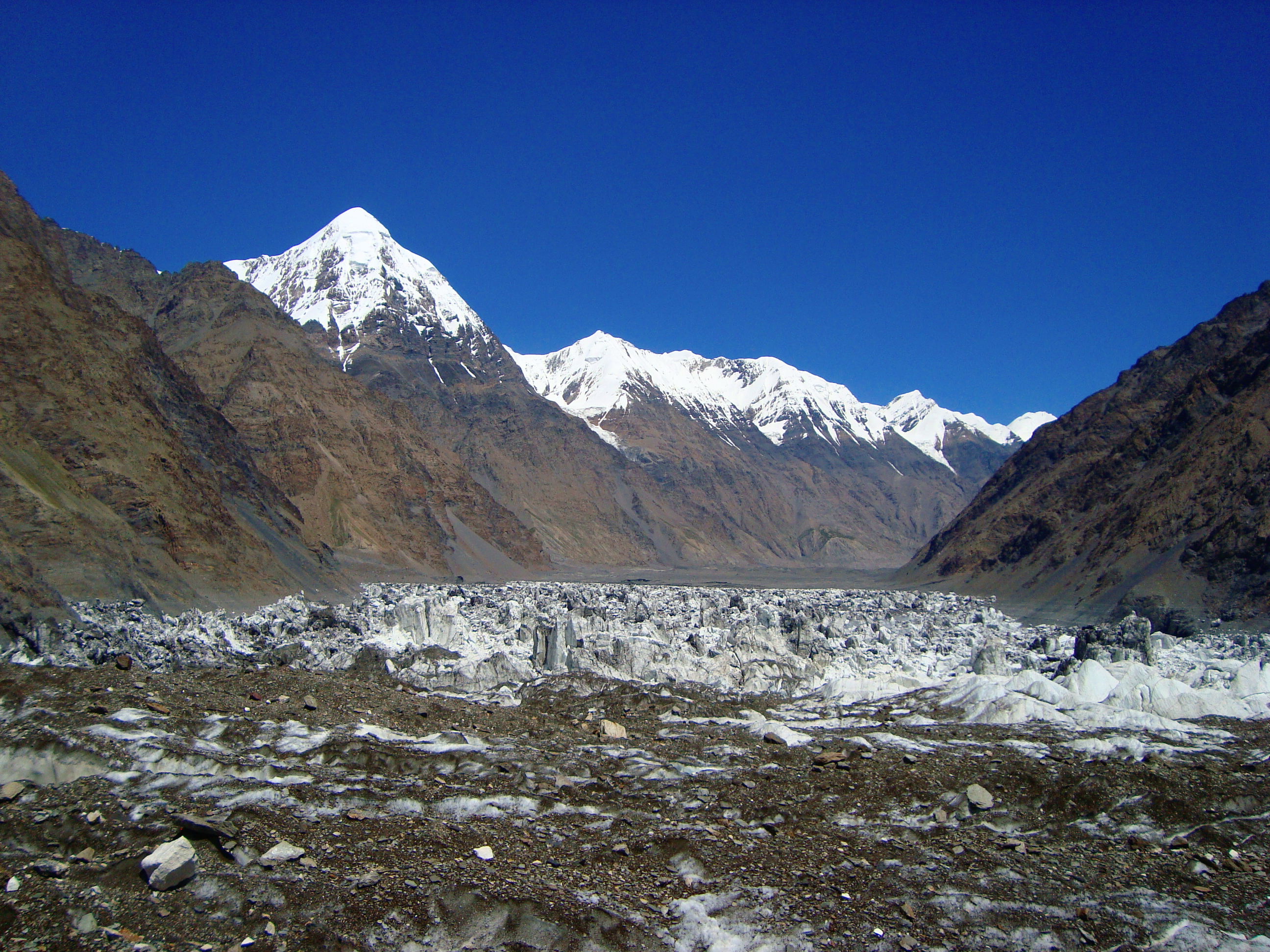
Le lac Merzbacher dans le glacier Inylchec en 2012.

Le lac « qui disparaît » chaque année dans le Tien Shan a été nommé « lac Merzbacher ».
Il a reçu de la Russie la distinction suivante :
- médaille d'or Semionov-Tian-Chanski.

## Publications
- Aus der Hochregionen der Kaukasus : Wanderungen, Erlebnissen, Beobachtungen, éd. Duncker und Humblot, Leipzig, 1901.
- The Central Tian Shan mountains (1902-1903), éd. John Murray, Londres, 1905.
- De Gebirgsgruppe Bogdo-Olan in Östliche Tian Shan,  éd. J. Roth, Munich, 1916.